# Eumeces
Eumeces es una género de lagartos de la familia Scincidae. Este género lo componen cinco especies.

## Especies
- Eumeces algeriensis, Peters 1864.
- Eumeces blythianus, Anderson 1871.
- Eumeces cholistanensis, Masroor 2009.
- Eumeces indothalensis, Khan & Khan 1997.
- Eumeces schneideri, Daudin 1802.